# Acțiunea Buzăului
Acțiunea Buzăului a fost o gazetă săptămânală care a apărut la Buzău în perioada septembrie 1934 - aprilie 1941. Gazeta a avut ca redactori principali pe George Homoriceanu și Pompiliu Ionescu, patronul și directorul general a fost George Gh. Pâslaru. Gazeta a avut și un supliment literar intitulat „Acțiunea literară” care avea o apariție bilunară. Gazeta a avut la început o orientare național - țărănistă și antiliberală, căpătând ulterior puternice accente naționalist șovine. Publicația avea ca țel înlăturarea „întunericului macabru al tuturor combinațiilor meschine” și înaintarea spre „lumina dătătoare de puteri noi”. Rubricile definitorii ale gazetei erau: „Pagina literară”, „Însemnări”, „Medalioane”,  „Viața economică”, „Teatru-Cinema”, „Pagina școalei buzoiene”, „Aici se râde”, „Sport”, „Viața internațională” etc.
Principalii corespondenți și autori care trimiteau versuri au fost: Dem Iliescu, George Gregorian, Mircea Streinul, Mihail Arbore, Alexandru Călinescu, D. Iov, Octav Sargețiu, Virgil Carianopol, Vasile Voiculescu (Cântecul ursului, în sihla de imagini, Androginul), Aron Cotruș (Fragment din țară), M. Ghimbășanu, Radu Gyr (Țara), Margareta Isbășoiu și Stelian Diaconescu (Sanatoriu) care a semnat „Scrisoare”, în numărul 349-350/1940, cu pseudonimul Ion Caraion.
La capitolul proză au semnat D. Șerbănescu-Lopătari, George Râureanu, Radu Persescu, Aurel Constantinescu, N. Dumbrăveanu, care publică romanul „Insula misterelor” în sistem de foileton și Elena Crăciun. În domeniul pubicisticii se poate consemna articolul „Carte” a lui Grigore Trancu-Iași, articolele „Învățătorii” ale lui I. Simionescu și „Belgia Orientului” a lui I. Rădulescu-Pogoneanu. Prezenți și foarte activi au fost Mateiu I. Dumitriu care a făcut un serial numit „Discuții sociologice”, Gh. Pâslaru, Panait Nicolae care a semneat necrologurile lui  Panait Istrati și Cincinat Pavelescu. Rubrica „Medalioane” a fost manageriată succesiv de către Lucian Emin și George Popescu care erau de fapt principalii cronicari literari ai ziarului. Lor li s-a alăturat Mircea Leca cu toți preocupându-se, sub pseudonimul Cronicar, de via și incitanta rubrică literar-artistică, „Însemnări”. Traduceri au făcut  Viorel Șuluțiu (din literatura chineză), T. Nice, și P. I. Ștefan (din Mein Kampf de Adolf Hitler). N. Alexandrescu-Toscani a ținut cronica artiștilor plastici. Alți colaboratori au fost: I. Chivulescu, D. Coman, Constantin Frâncu ș. a.